# Schloss Obersontheim

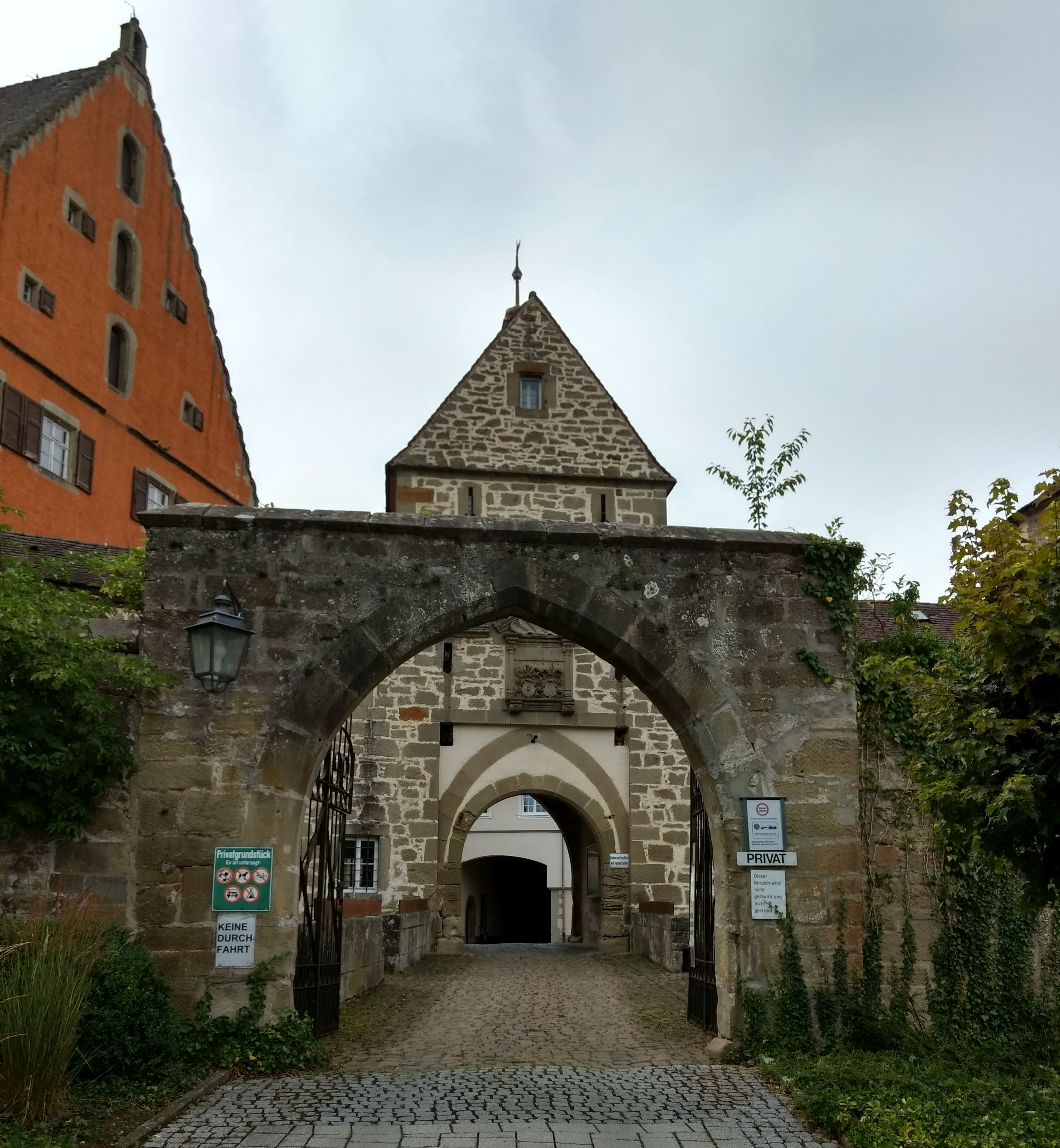
Schloss Obersontheim

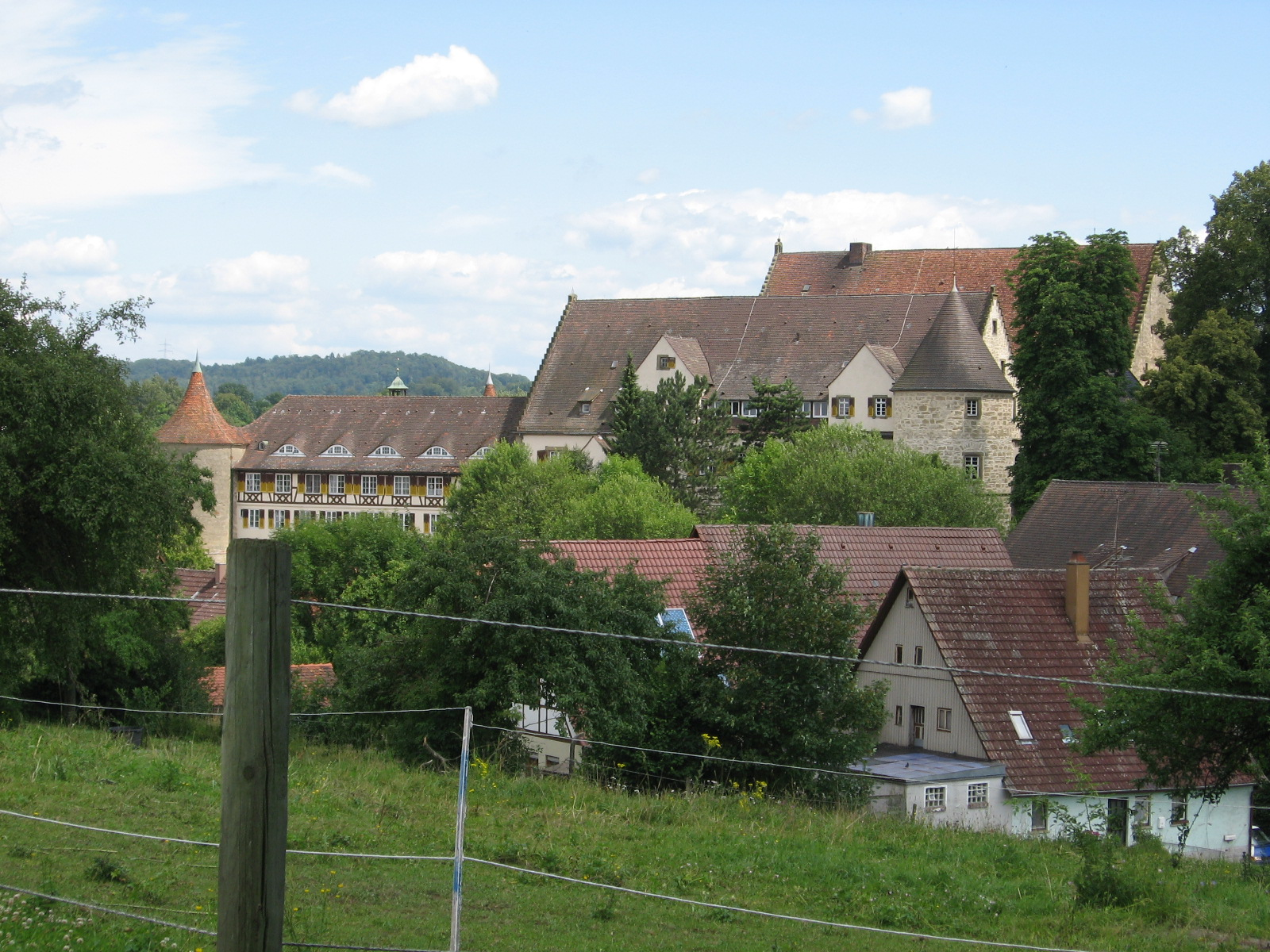
Blick nach Osten auf das Obersontheimer Schloss. V. l. n. r. Nordturm, Anbau aus dem 20. Jahrhundert, Friedrichsbau, hinter diesem der sichtlich größere und ältere Erasmusbau sowie der Westturm.

Das Schloss Obersontheim ist ehemalige Residenz eines Zweiges des reichsgräflichen Geschlechts der Schenken von Limpurg. Es liegt im namensgebenden Hauptort der Gemeinde Obersontheim im Landkreis Schwäbisch Hall im nordöstlichen Baden-Württemberg.

## Lage
Das Schloss liegt an der Kreuzung der Straßen zwischen Schwäbisch Hall und Ellwangen sowie Gaildorf und Crailsheim, etwa 10 Meter hoch über dem alten Ortskern Obersontheims im Tal, auf dem nordwestlichen Fuß eines flachen Hügels, der sich von der Hochterrasse zur Talaue der Bühler herabzieht, die keine 100 Meter vom Schloss entfernt vorbeifließt. Vom Nordturm aus führt die Hauptstraße des Dorfes im Tal südöstlich-flussaufwärts in Richtung Ellwangen und Crailsheim, nordwestlich-flussabwärts in Richtung Schwäbisch Hall, südwestlich in Richtung Gaildorf erklimmt eine Steigenstraße einen anfangs gegen das Schloss zu von einer hohen Stützmauer begrenzten Bachtaleinschnitt. Östlich des Schlosses liegen in einigem Abstand Dorfkirche und Rathaus, die ungefähr zur selben Zeit errichtet wurden. Im Süden zieht sich ein zum Schlossareal gehörender, großer Garten den restlichen Anstieg zum Hügel hoch.

## Geschichte

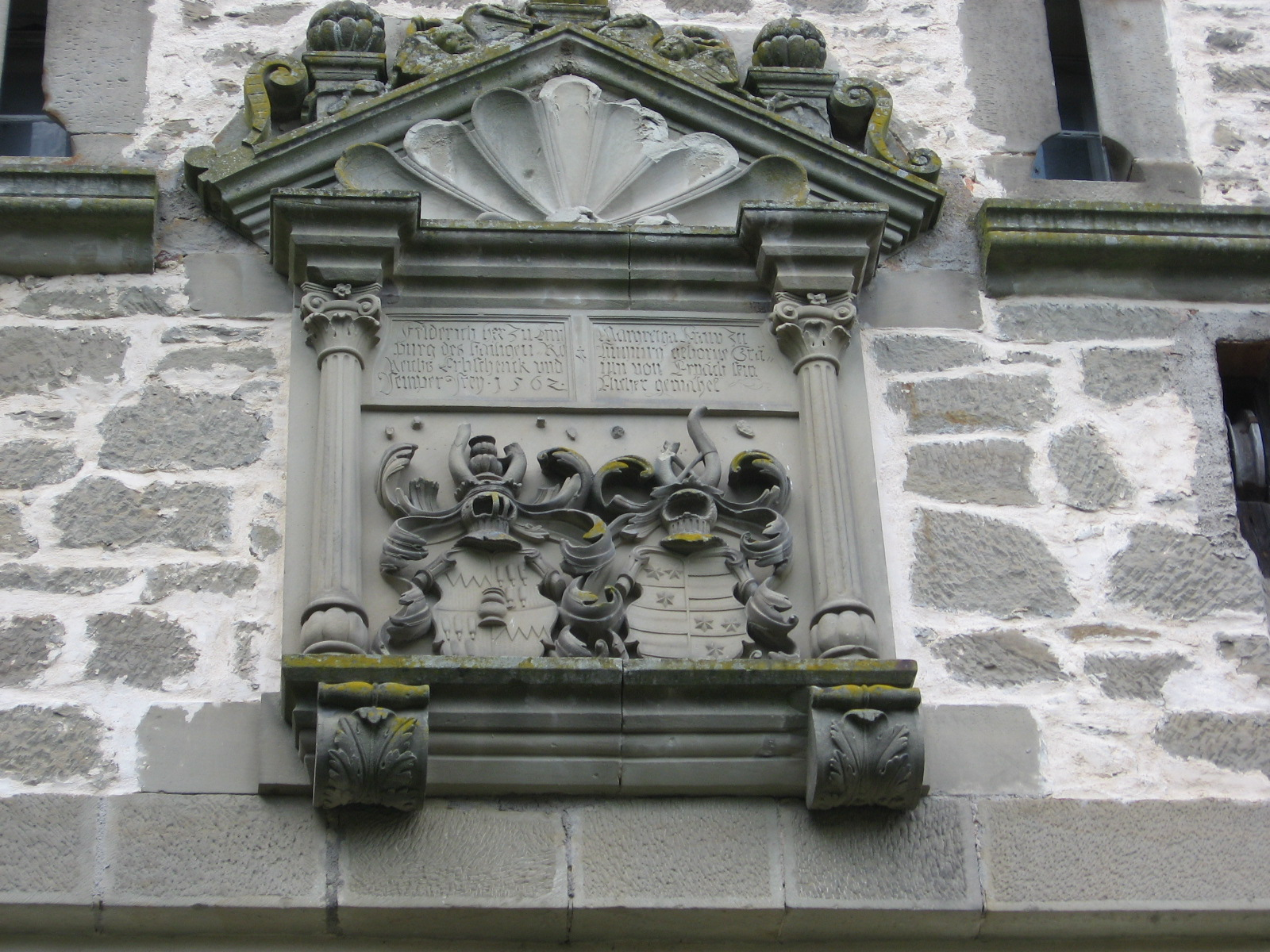
Torturm-Wappenstein von 1562

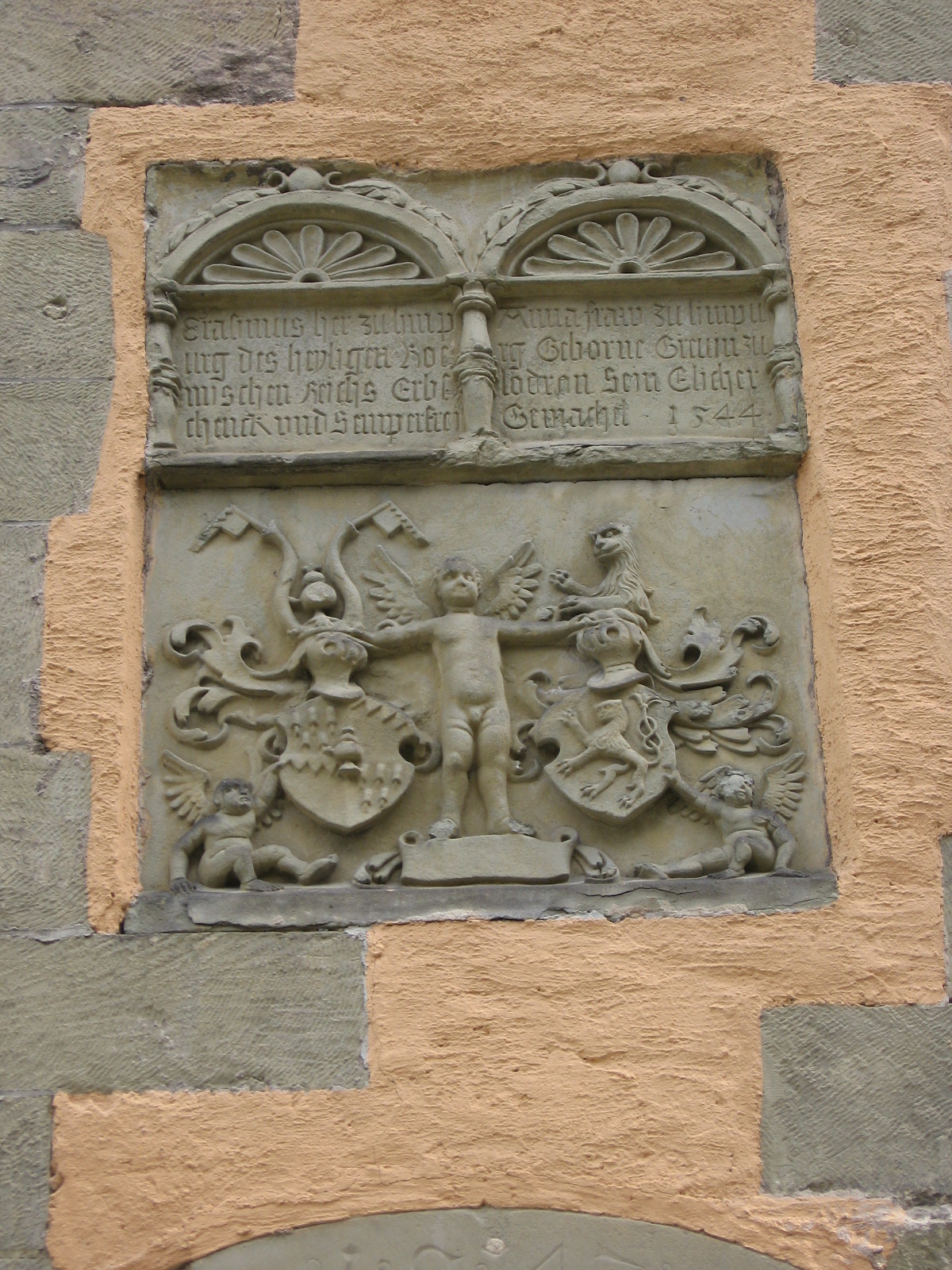
Doppel-Wappenstein von Schenk und Gemahlin von 1544 am Treppenhausturm des (ältesten) Erasmus-Flügels

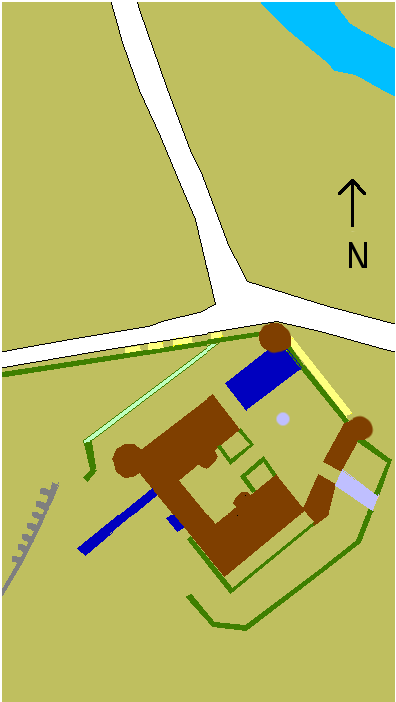
Skizze des Schlossgrundrisses

Das Schloss wurde im 16. Jahrhundert von Schenk Erasmus erbaut, der die dem Geschlecht den Namen gebende Burg Limpurg nach langem Streit im Jahre 1541 an die nahe Reichsstadt Schwäbisch Hall verkaufte und sich in Obersontheim eine neue Residenz schuf. Der Schlussstein über der Tür zum Hauptflügel trägt die Jahreszahl 1543, im darüber angebrachten Doppelwappenstein von Schenk und Gemahlin wird die Jahreszahl 1544 genannt, am Torturm-Wappenstein das Jahr 1562. Nachdem die Schenken im Mannesstamm 1713 ausgestorben waren, hatte das Schloss verschiedene Besitzer, bis 1904 die Samariterstiftung in den Gebäuden ein Pflegeheim eröffnete.
Das Pflegestift besteht noch heute (2008). Die Stiftung will aber die Räumlichkeiten in absehbarer Zeit verlassen. In den letzten Jahren fanden fortlaufend Renovierungsarbeiten im Hinblick auf eine Umnutzung statt.

## Baubeschreibung
Die Gebäude des Schlosses bilden grob ein nach Nordosten offenes Hufeisen.
Der älteste Flügel („Erasmusbau“) ist auch der größte, er liegt im Südosten mit Ausrichtung nach Nordosten, hat eine Länge von etwa 32 Meter, eine Breite von etwa 15 Meter und besitzt drei Stockwerke und drei Dachgeschosse unter einem Satteldach. Das unterste Stockwerk beginnt erst in einer Höhe von zwei bis drei Meter über Grund, darunter befindet sich ein Tor zu einer breiten Treppe hinunter in einen durchgehenden Gewölbekeller. Dem Flügel mittig gegen den Innenhof vorgestellt ist ein achteckiger Treppenturm mit Wendeltreppe, über den man den Flügel betritt.
Nordwestlich parallel zu diesem liegt der jüngere Flügel („Friedrichsbau“), laut seiner Wappentafel 159? (letzte Ziffer unleserlich) „unter Dach“ gebracht, zwar gleich lang, aber von ansonsten durchweg reduzierten Ausmaßen. Er ist nur etwa 13 Meter breit, Stockwerkshöhe, Traufhöhe und sein ebenfalls gegen den Innenhof vorgestellter, achteckiger Wendeltreppenturm sind merklich kleiner als beim Südflügel. Gegen den Innenhof zu trägt sein Satteldach jedoch eine Lukarne, an der Außenseite zwei große Dacherker und eine Gaubenfensterreihe.
Im Südwesten sind diese zwei Hauptgebäude durch einen schmalen Querflügel von etwa 18 Meter Länge verbunden. Ihnen und dem so auf drei Seiten umschlossenen Innenhof nordöstlich vorgelagert ist ein breiterer Hof von etwa gleicher Tiefe, der in Ostsüdost begrenzt ist durch einen flachen und schmalen Gebäudezug, durch den sich, außen an den Schießscharten kenntlich, ein Wehrgang zog. In seiner Mitte steht ein kleiner Torturm, vor diesem spannt sich eine Steinbrücke über den Graben, sie bilden den Hauptzugang des Schlosses, von der Dorfmitte her. Oben am Torturm sind die Holzrollen einer alten Zugbrücke noch heute sichtbar. Die nordwestliche Gegenseite des äußeren Hofes begrenzt ein Trakt sichtlich neueren Datums, unter dem, an den anschließenden Nordflügel grenzend, eine bogenlose, rechteckige Durchfahrt führt. In der Mitte des äußeren Hofes steht ein Brunnen aus dem 18. Jahrhundert aus hellem Kalktuff.
Das Schloss besitzt halb den Außenfronten des Schlossgeviertes vorgestellte, runde Türme an drei der vier Ecken. Am höchsten ragt der hügelseitige Westturm auf, er hat einen Durchmesser von etwa 9 Meter und trägt ein Kegeldach. Nördlicher und östlicher Eckturm gründen tiefer auf Talniveau, ihre Dächer haben die Form eines Rotationshyperboloids. Der östlich gegen das innere Dorf zu gelegene erreicht in der Spitze nicht die Traufhöhe des Südflügels. Im Südeck steht kein Turm, obwohl hier das anschließende Gelände am stärksten steigt, jedoch ist dem Hauptflügel hier auf der Südostseite noch ein Zwinger vorgelagert.
Im Nordosten fällt vor dem äußeren Hof eine Stützmauer steil zu Dorf und Tal ab, im Südosten und Südwesten zieht sich ein bis zu etwa 10 Meter tiefer Graben um die Anlage, der zumindest dort stark verfüllt ist, wo ihn heute die oben genannte Zugangsbrücke quert. An der Nordwestseite liegt vor der Gebäudefront heute kein Graben.
Fensterlaibungen, Türfassungen und Wappensteine bestehen aus hellgrünem Sandstein. Vereinzelte putzlose Stellen an den Gebäudemauern sowie alle drei steinsichtigen Türme zeigen dasselbe Baumaterial. Am Westturm wurde der alte Putz erst jüngst im Zuge der Renovierungsarbeiten abgeschlagen, die beiden anderen waren auch zuvor unverputzt. Der modernere Anbau nordwestlich des äußeren Hofes hat Laibungen aus Kalkstein. Zwei Dachrinnen des Hauptflügels enden in Drachenkopf-Wasserspeiern.
Der Graben im Südwesten gegen den Hügel zu ist heute von einer Steinbogenbrücke überspannt, die den Bewohnern den mühelosen Besuch des Gartens ermöglicht. Daneben steht ein Lastenaufzugsturm an der Hinterfront des Querflügels im Graben.